# Munte

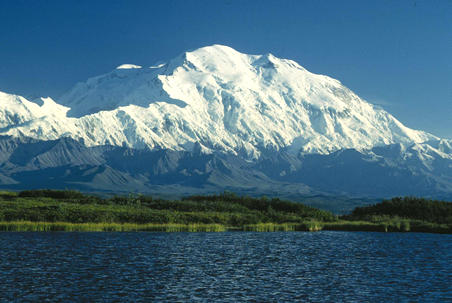
Denali (sau Muntele McKinley, 6.194 m) din statul, SUA, are cea mai mare altitudine vizibilă bază-vârf dintre toate vârfurile planetei noastre, măsurând aproximativ 5.400 m între punctele sale extreme.

Muntele este o formă de relief pe suprafața pământului care se extinde deasupra terenului limitrof pe o suprafață limitată, fiind mai mare decât dealul, de obicei stâncoasă și depășind o anumită înălțime. Există desigur un mare spațiu de libertate în a aprecia pe plan local ceea ce constituie sau nu un munte.
Munții acoperă suprafețe de aproximativ 52% din Asia, 36% din America de Nord, 25% din Europa, 22% din America de Sud, 17% din Australia și doar 3% din Africa. Per ansamblu, circa 22% din suprafața uscatului Terrei este muntoasă. De asemenea, 1 din 10 oameni locuiesc în zone montane. Absolut toate fluviile și râurile importante ale planetei izvorăsc și sunt alimentate din surse montane, respectiv mai mult de jumătate din umanitate depinde vital de apa montană.
Adjectivele muntos și montan sunt utilizate pentru a descrie suprafețele montane și lucrurile asociate cu acestea. Substantivele muntean (munteni) și montaniard (montaniarzi) desemnează locuitorii permanenți ai munților, respectiv pe cei care sunt frecvent prezenți ca oaspeți a muntelui în calitate de iubitori ai acestuia.

## Istoric
În istoria Terrei, munții s-au format și au dispărut continuu, înălțându-se semeți doar pentru a fi apoi erodați și transformați în banale dealuri. Cei mai înalți sunt cei mai tineri. Muntele Everest a început să prindă contur abia cu circa 15 milioane de ani în urmă, în epoca maimuțelor antropoide. În deplasarea lor continuă pe fața pământului, plăcile continentale și cele oceanice se lovesc  unele de altele, uneori înregistrându-se coliziuni frontale: aceste ciocniri sunt cele care duc la formarea marilor lanțuri muntoase. Când o placă oceanică alunecă sub una continentală, rocile sale sunt împinse în adâncurile fierbinți ale Terrei și se topesc; o parte a acestor roci topite formează un șir de vulcani la suprafață. Concomitent, placa continentală se încrețește de-a lungul liniei frontale, născând alți munți  când două plăci continentale se ciocnesc un volum uriaș din scoarța terestră este împins în sus, așa cum se întâmplă la ciocnirea a două trenuri, văzută cu încetinitorul. Odată munții formați însă, asupra lor se abat alte forțe ale naturii, erodându-i până ce întregul proces se reia, în decursul a milioane de ani. Formarea munților este un ciclu fără sfârșit, masive aflate în diverse stadii ale acestui ciclu putând fi întâlnite pretutindeni în lume.

## Principalele lanțuri muntoase
Multe lanțuri fac parte la rândul lor din alte lanțuri mai mari. Unul din principalele lanțuri coboară pe coasta de vest a Americii, altul formează Alpii și Atlasul, până la Himalaya, în sud-estul Asiei.
| Lanț principal                                                      | Caracteristici                                                                   | Vârfuri importante                                               | Alte lanțuri pe continent                                                            |
| ------------------------------------------------------------------- | -------------------------------------------------------------------------------- | ---------------------------------------------------------------- | ------------------------------------------------------------------------------------ |
| Anzii Lungime 7242 km                                               | Cel mai lung lanț neîntrerupt din lume                                           | Aconcagua, Cotopaxi, Huascaran, Llullaillaco                     | Masivul de pe coasta de est a Braziliei, Munții Amabai(Brazilia, Paraguay)           |
| Munții Stâncoși (Rocky Mountains) Lungime 4800 km                   | Al doilea ca lungime din lume; cel mai lung din America de Nord                  | Elbert, Pikes Peak, Windom Mounds, Summit Peak, Muntele McKinley | Masivul Alaska(SUA), Apalași(SUA), Masivul Cascades(Canada, SUA), Sierra Nevada(SUA) |
| Munții Marii Cumpene de Ape (Great Dividing Range) Lungime 3 700 km | Cel mai lung din Australia                                                       | Mount Koskiusko                                                  | Munții Albaștrii, Alpii Australieni                                                  |
| Himalaya Lungime 2 500 km                                           | Cuprinde 9 din cele mai înalte piscuri din lume și 30 de vârfuri de peste 7620 m | Everest, Kanchenjunga, Annapurna                                 | Ghat de Est și de Vest(India) Hindu Kuș(Pakistan, China, Afganistan)                 |
| Alpi Lungime 1 207 km                                               | Un arc mare de munți de încrețire în Europa                                      | Mont Blanc, Matterhorn, Eiger, Jungfrau                          | Apenini(Italia), Caucaz, Grampians(Scoția), Pirinei(Spania), Urali(Rusia)            |
| Atlas Lungime 2 000 km                                              | Separă Sahara de Marea Mediterană                                                | Djebel Tubkal                                                    | Ruwenzori(Uganda, R.D.Congo), Drakensberg(Africa de Sud)                             |

## Tipuri de munți
- Munții de încrețire se formează acolo unde straturile cutate de roci sunt împinse în sus, de-a lungul marginii unei plăci continentale la ciocnirea a 2 plăci. Astfel s-a format majoritatea munților, inclusiv: Alpii, Himalaya și Apalașii.
- Munții bloc se formează prin deplasarea rocilor de-a lungul unei falii în scoarța Pământului. Astfel s-au format Sierra Nevada din California, Grand Tetons din Wyoming și munții de-a lungul Marelui Rift African.
- Munții vulcanici se formează prin erupția vulcanilor.

## Muntele Chimborazo, în Ecuador
Muntele Chimborazo, în Ecuador, este punctul de pe Pământ cel mai îndepărtat de centrul său. Deși are doar 6.267 m peste nivelul mării, acest pisc andin este cu 2.150 m mai îndepărtat de centrul Terrei decât Everestul datorită convexității Pământului în jurul Ecuatorului.

## Vechi și nou
Suprafața Pământului e un etern câmp de luptă între forța ascendentă de formare a munților și forțele de eroziune a gheții, apei și gravitației.
După formarea unui lanț, dezagregarea începe să distrugă suprafața rocilor. Ghețarii, râurile și căderile de pietre transportă aceste resturi lăsând în urmă piscuri și creste individuale și numeroase văi. În acest stadiu se află masivele mai tinere, precum Alpii și Himalaya, care au început să se formeze acum 4,5-10 milioane de ani.
Odată cu continuarea dezagregării și a eroziunii, piscurile se transformă treptat în dealuri rotunjite. Se poate observa în unele părți din Scoția și Canada, unde munții s-au format acum circa 460-390 milioane de ani.

## Himalaya și podișul Tibet
Munții Himalaya sunt formați din roci sedimentare care s-au depus întâi în mare.
Acum circa 40 milioane ani, placa indo-australiană se mișca spre nord-vest, înspre placa eurasiatică. Rocile vechi de pe fundul mării, aflate între ele, au fost treptat împinse în sus, formând începuturile munților Himalaya și ale podișului Tibet. La un moment dat, placa indiana a intrat sub cea Eurasiatică împingând și mai sus munții.
Plăcile se mai mișcă și azi una spre cealaltă cu o viteză de câțiva centimetri pe an. Iar întreaga regiune s-a ridicat cu circa 3 000 m în ultimele milioane de ani.

## Cei mai înalți munți din lume
| Pisc                   | Lanț Muntos    | Locație        | Înâlțime |
| ---------------------- | -------------- | -------------- | -------- |
| Everest                | Himalaya       | Nepal&China    | 8 848 m  |
| K2                     | Karakoram      | Pakistan&China | 8 611 m  |
| Aconcagua              | Anzi           | Argentina      | 6 959 m  |
| McKinley               | Alaska         | SUA            | 6 194 m  |
| Kilimanjaro            |                | Tanzania       | 5 895 m  |
| Elbrus                 | Caucaz         | Rusia          | 5 642 m  |
| Popocatépetl           |                | Mexic          | 5 465 m  |
| Puncak Jaya(Nnga Pulu) |                | Indonezia      | 5 030 m  |
| Vinson                 | Masivul Vinson | Antarctica     | 4 897 m  |
| Mont Blanc             | Alpi           | Franța&Italia  | 4 807 m  |
| Elbert                 | Stâncoși       | SUA            | 4 400 m  |
| Rainier                | Cascade        | SUA            | 4 392 m  |
| Fuji                   |                | Japonia        | 3 776 m  |
| Cook                   |                | Noua Zeelandă  | 3 754 m  |